# Cantone di Tartas-Ovest
Il Cantone di Tartas-Ovest era una divisione amministrativa dell'arrondissement di Dax.
È stato soppresso a seguito della riforma complessiva dei cantoni del 2014, che è entrata in vigore con le elezioni dipartimentali del 2015.
Comprendeva parte della città di Tartas e i comuni di
- Bégaar
- Beylongue
- Boos
- Carcen-Ponson
- Laluque
- Lesgor
- Pontonx-sur-l'Adour
- Rion-des-Landes
- Saint-Yaguen
- Villenave